# Aeroporto di Teodo
L'aeroporto di Teodo (in montenegrino Aerodrom Tivat) (IATA: TIV, ICAO: LYTV) è uno dei due aeroporti internazionali del Montenegro. È situato a 3 km a sud-est della cittadina di Teodo e serve le località turistiche della costa montenegrina e delle Bocche di Cattaro.

## Storia
L'aeroporto è stato inaugurato il 30 maggio 1957. All'epoca era dotato di un'unica pista in erba, un piccolo piazzale e un terminal completo di torre di controllo. Dal 1957 al 1968 lo scalo ha ospitato solo voli interni provenienti da Belgrado, Zagabria e Skopje.
Dal 1968 al 1971, l'aeroporto è stato sottoposto a lavori di ampliamento e modernizzazione. Il 25 settembre 1971 è stato riaperto con una pista in asfalto più grande, un piazzale di dimensioni maggiori, vie di rullaggio ampliate e un terminal passeggeri e una torre di controllo completamente nuovi. Dopo il terremoto del 1979, l'aeroporto è stato nuovamente ristrutturato.
Il 23 aprile 2003, la proprietà dell'aeroporto è stata trasferita da Jat Airways alla società pubblica "Airports of Montenegro", di proprietà del governo del Montenegro. Da allora, l'aeroporto è stato nuovamente ammodernato e ristrutturato, con l'apertura di un nuovo terminal passeggeri il 3 giugno 2006.

## Trasporti

### Strade
L'aeroporto è direttamente accessibile dalla M-1.